# Leonardo Fabbri
Leonardo Fabbri (Bagno a Ripoli, 15 de abril de 1997) es un deportista italiano que compite en atletismo, especialista en la prueba de lanzamiento de peso.
Ganó una medalla de plata en el Campeonato Mundial de Atletismo de 2023, una medalla de bronce en el Campeonato Mundial de Atletismo en Pista Cubierta de 2024 y una medalla de oro en el Campeonato Europeo de Atletismo de 2024.

## Palmarés internacional
| Campeonato Mundial                   | Campeonato Mundial    | Campeonato Mundial | Campeonato Mundial |
| Año                                  | Lugar                 | Medalla            | Prueba             |
| ------------------------------------ | --------------------- | ------------------ | ------------------ |
| 2023                                 | Budapest (Hungría)    | Medalla de plata   | Peso               |
| Campeonato Mundial en Pista Cubierta |                       |                    |                    |
| Año                                  | Lugar                 | Medalla            | Prueba             |
| 2024                                 | Glasgow (Reino Unido) | Medalla de bronce  | Peso               |
| Campeonato Europeo                   |                       |                    |                    |
| Año                                  | Lugar                 | Medalla            | Prueba             |
| 2024                                 | Roma (Italia)         | Medalla de oro     | Peso               |